# Маљско језеро
Маљско језеро (рус. Мальское) малено је слатководно ледничко језеро у западном делу Псковске области, на крајњем западу европског дела Руске Федерације. Налази се у северозападном делу Печорског рејона, свега 4 километра северно од древног средњовњовековног града Изборска (на око 27 километара западно од Пскова). Преко своје једине отоке, реке Обдјохе, која из језера отиче на његовој северној обали, језеро је повезано са сливом Псковског језера, односно са басеном реке Нева и Балтичким морем.
Акваторија језера обухвата површину од свега 0,6 км². Максималнаа дубина језера је 11 метара, просечна око 6,5 метара. Једина притока језера је речица Смолка која се у језеро улива на његовој јужној обали. Површина сливног подручја језера је око 10,03 км².
На источној обали језера налази се Иверска испосница Псковско-печерског манастира.